# バッテリィズ
バッテリィズは、吉本興業（東京本社）所属のお笑いコンビ。2017年結成。NSC大阪校36期生。M-1グランプリ2024準優勝。

## メンバー
エース（1994年11月2日 - ）（30歳）
ツッコミ担当、立ち位置は向かって左。
- 大阪府大阪市西成区出身。
- 大阪市立梅南小学校（現在の大阪市立まつば小学校）、大阪府立泉尾高等学校（現在の大阪府立大正白稜高等学校）卒業。
- 身長182 cm、血液型B型。
- 本名および旧芸名：角 拳都（かど けんと）。2022年4月に現芸名に改名。
- NSC大阪校36期出身。
- 趣味は野球、スノーボードであり、阪神タイガースのファン。
- 好きな漫画は『ONE PIECE』、好きな映像作品は『ストレンジャー・シングス』、好きなゲームは龍が如くシリーズ。好きなアーティストはももいろクローバーZ、YUKI。
- 現在の芸名は辻皓平（ニッポンの社長）が命名した。
- 2023年に結婚。2025年6月14日放送の『ヤングタウン土曜日』（MBSラジオ）内で初めて公表した。

寺家（じけ、1990年8月7日 - ）（35歳）
ボケ・ネタ作成担当、立ち位置は向かって右。
- 三重県津市出身。
- 皇學館高等学校、大阪学院大学卒業。
- 身長177 cm。血液型B型。
- 本名および旧芸名：寺家 剛（じけ つよし）
- 大学の同級生に誘われてNSC大阪校36期生として入学したが、出席日数が足りず中退扱いになり、オーディションを受けて入社した。
- 趣味は草野球、競馬、ラーメン店巡り。中日ドラゴンズ、Mr.Childrenのファン。中川ひちゃゆき（シカゴ実業）、北村敏輝（丸亀じゃんご）などと共にミスチル会を開催している。
- 既婚者であり、子どもが1人いる。
- 2025年7月に「三重おいないナビゲーター」の第1号として就任。

## 経歴
元々2人とも別のコンビで活動していたが、同じ草野球チームでプレーしていたことから試合中のブルペンで話しコンビ結成。コンビ名もピッチャーとキャッチャーの「バッテリー」であることに由来する。
M-1グランプリには結成当初から参加しており、2024年に決勝に初進出。審査員9人中8人から95点以上の評点を獲得し、合計861点でファーストステージ1位通過を決めるも、ファイナルステージでは令和ロマンに敗れて準優勝。
2025年2月7日、同年3月をもってよしもと漫才劇場を卒業して東京進出することを発表。同月12日には『2025年ネクストブレイクランキング』のお笑い芸人部門1位に選ばれた。
同年3月31日、コンビ初となるNGK（なんばグランド花月）での単独ライブ「バッテリー」を開催し、翌4月1日から活動拠点を東京に移した。同月23日には、東京進出後初の単独ライブ「バッテリィズの東京始球式～2025開幕戦～」を開催した。

## エピソード

### コンビ
- 大阪よしもと芸人による草野球チーム「上方ホンキッキーズ」を設立・運営[19]。エースは背番号11番、投手。寺家は背番号27番、捕手。草野球の全国大会出場を目指して大会に出場し、全国1位のチームと戦い、4-4で引き分けたことがある。
- M-1グランプリ2023の敗者復活戦をきっかけに、2024年2月より月に1回の頻度でエバースとのツーマンライブを実施している[20]。

### エース
- 漫才でのキャラクターとは裏腹に、野球の場面では7種類の変化球を投げ分ける技巧派投手である[21]。また、打者としてはスイッチヒッターである[22]。
- 中学生時は、ヤングリーグのオール住之江に所属。主に投手で活躍し、三年次の全国大会ではベスト4まで進出した。
- 明石家さんまに憧れて芸人になったが、NSCに入ってから初めて漫才を知った[10]。
- 先述の通り、芸名の名付け親は辻皓平（ニッポンの社長）。改名の際、初めはエース本人が「たこ焼き」を考案するも辻が反対。代案として「アホ」を提案するもエースに却下され、さらに代わりに提案した「エース」が採用された[23]。

## 芸風
主に漫才。寺家が無知なエースに対して様々なことや有名地等の良さなどを説明していく。この際寺家が言うことは基本的に間違いやボケではないのだが、エースはその良さや理由が分からずツッコむ。そのため、ツッコミの立場であるエースがボケのような言動に聞こえることが特徴。
定番のつかみとして、エースがやりたいことや目標（運転免許取りたい、北海道旅行に行くからいろいろ教えてほしいなど）を言って、それに対して寺家が「確かにな」と前置きし、エースのアホエピソード（軽自動車の軽をアルファベットのKと思い込んでいた、名前書いたら受かる高校に名前を書き忘れて落ちた、など）に絡めてイジるというものがある。このつかみのエピソードは、実話を用いることをこだわりとしている。
M-1グランプリ2024の決勝では、審査員の若林正恭（オードリー）から「ワクワクするバカが現れた」「寺家の漫才のリズムをキープする腕も確か」と絶賛された。
当初はエースがボケで寺家がツッコミであったが結果が出ず、とりあえず変えてみようと思ったエースの提案で担当を入れ替え、結成6年目頃に現在の芸風となった。

## 出囃子
ガガガSP『直球勝負の男』

## 賞レースでの戦績

### M-1グランプリ
| 年度（回）       | 結果         | 会場                           | エントリーNo. | 備考                                                           |
| ---------------- | ------------ | ------------------------------ | ------------- | -------------------------------------------------------------- |
| 2018年（第14回） | 3回戦進出    | よしもと漫才劇場               | 347           |                                                                |
| 2019年（第15回） | 2回戦進出    | 朝日生命ホール                 | 148           |                                                                |
| 2020年（第16回） | 2回戦進出    | COOL JAPAN PARK OSAKA SSホール | 762           |                                                                |
| 2021年（第17回） | 3回戦進出    | よしもと漫才劇場               | 2160          |                                                                |
| 2022年（第18回） | 準々決勝進出 | なんばグランド花月             | 1494          |                                                                |
| 2023年（第19回） | 準決勝進出   | NEW PIER HALL                  | 1340          | 敗者復活戦出場                                                 |
| 2024年（第20回） | 決勝2位      | テレビ朝日                     | 6307          | 決勝キャッチフレーズ「浪花のド直球」 ファーストラウンド1位通過 |

### その他
- 2018年 ytv運ロワイヤル 優勝 （エース）
- 2019年 アジアカップ台韓日芸能人野球チャリティートーナメント 優勝
- 2020年 第5回 上方漫才協会大賞 文芸部門賞[27]
- 2020年 第9回 関西演芸しゃべくり話芸大賞 決勝進出[28]
- 2022年 キングオブコント 準々決勝進出
- 2022年 ABCお笑いグランプリ 最終予選進出[29]
- 2023年 キングオブコント 準々決勝進出
- 2024年 第13回 ytv漫才新人賞 決勝3位（ROUND1 4位、ROUND3 1位通過）
- 2025年 第10回 上方漫才協会大賞 話題賞[30]

## 出演

### テレビ
レギュラー番組
- バッテリィズがチャリで来た。（朝日放送テレビ、2025年3月15日、22日、29日） - 冠番組[31]
- 夢を叶えるバッテリィズ（テレビ朝日、2025年5月8日 - 5月29日）- MC

特番
- エース・周杜の“ちゃんとやれるかな?”（日本テレビ、2025年5月18日）- 相方寺家も見守り人として出演[32]

### ラジオ
- バッテリィズの18m44ラジオ（Radiotalk）
- バッテリィズのMBSヤングタウンNEXT（MBSラジオ、2023年5月21日）
- バッテリィズのインズバ！（Artistspoken、2024年4月1日 - ）[33]
- バッテリィズのオールナイトニッポン（ニッポン放送、2025年1月8日）[34]
- あののオールナイトニッポン0（ZERO）（ニッポン放送、2025年1月8日）
- がっちゃんこ（ABCラジオ、2025年4月4日 - ） - 金曜パーソナリティ

### CM
- サントリー食品インターナショナル「伊右衛門」（2025年 - ） - エース 近藤勇 役 寺家 千利休 役・Web CM[35]
- リクルート「ホットペッパービューティー」（2025年 - ） - Web CM
- 日清食品「カップヌードル」（2025年 - ） - 「叫ぶおじさん」篇[36][37]
- スカパーJSAT「スカパー!プロ野球」（2025年 - ） - エース プロ野球選手 役 寺家 記者 役
- ポケモン「バッテリィズ はじめてのアニポケ」（2025年 - ）
- サントリー「オールフリー」（2025年 - ） - 原田知世と共演。
- FANYアワード（2025年 - ）- Web CM

### YouTube
- 「バッテリィズの熱狂パワフル草野球」（2019年 - ）
- 「【公式】バッテリィズのネタch」（2024年 - ）
- 「集まれ!!ギャンしょいエース」（2025年 - ）
- 「バッテリィズ エースのたこやきチャンネル【公式】」（2025年 - ）